# 16247 Еснер
16247 Еснер (16247 Esner) — астероїд головного поясу, відкритий 28 квітня 2000 року.
Тіссеранів параметр щодо Юпітера — 3,300.